# Хале (Белгия)
Вижте пояснителната страница за други значения на Хале.
Хале (на нидерландски: Halle) е град в Централна Белгия, окръг Хале-Вилворде на провинция Фламандски Брабант. Населението му е около 34 900 души (2006).